# Alejandro Almendras

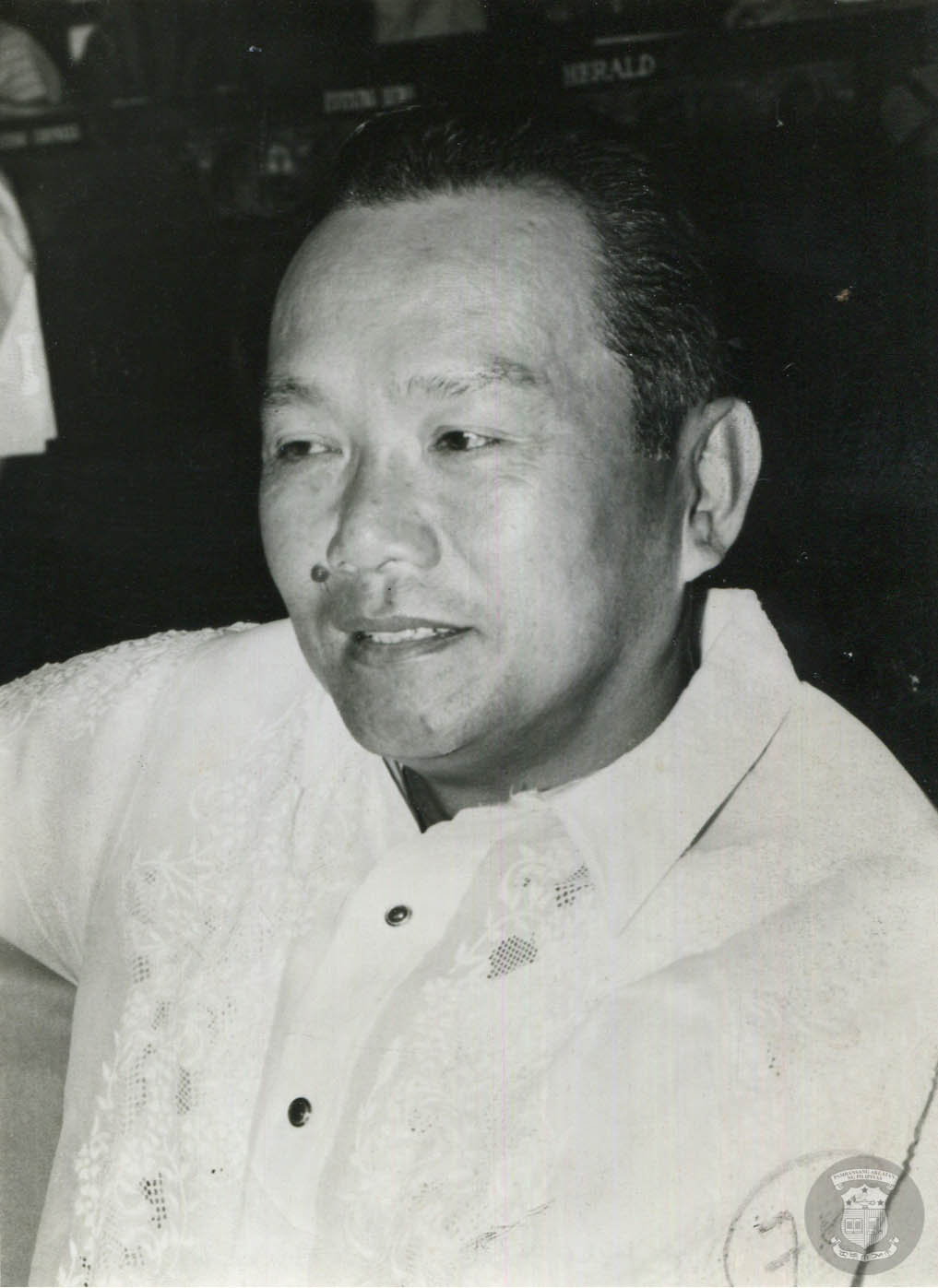
Alejandro Almendras

Alejandro Almendras (Danao, 27 februari 1919 - 4 augustus 1995) was een Filipijns politicus.

## Biografie
Alejandro Almendras werd geboren op 27 februari 1919 in Danao in de Filipijnse provincie Cebu. Zijn ouders waren Paulo Almendras, voormalig burgemeester van Danao en Elisea Durano de oudere zus van afgevaardigde Ramon Durano. Almendras begon in 1938 aan een ingenieursstudie aan de Far Eastern University. In 1941 moest hij zijn studie door de Japanse invasie in de Filipijnen echter stilzetten, omdat hij werd opgeroepen voor militaire dienst. Na de overgave van de USAFFE-troepen keerde hij terug naar zijn geboorteprovincie Cebu, waar hij benoemd tot luitenant-kolonel en commandant van het gebied rond Cebu. Na de oorlogsjaren studeerde Almendras rechten aan de Mindanao Colleges in Davao City.
In 1951 werd Almendras gekozen tot gouverneur van Davao. Hij was op dat moment de jongste gouverneur. Drie jaar later werd hij herkozen. Hij was minister van Algemene Zaken in het kabinet van Carlos Garcia van 1958 tot hij in 1959 werd gekozen in de Filipijnse Senaat. In zijn periode in de Senaat, die duurde tot de opheffing ervan in 1972 was hij onder meer verantwoordelijk voor de wet die de rijst en graan industrie nationaliseerde en de wet die de oprichting van de Veterans Bank regelde. Van 1984 tot 1986 was Almendras lid van het Batasang Pambansa. Na de val van Marcos en de hernieuwde oprichting van de Filipijnse Senaat deed hij bij de verkiezingen van 1987 een gooi naar een zetel in de hernieuwde Senaat. Hij slaagde er echter niet in om een van de 24 verkiesbare zetels te veroveren. Drie jaar later werd Almendras wel gekozen tot afgevaardigde van de provincie Davao del Sur.
Almendras overleed in 1995 op 76-jarige leeftijd. Hij was getrouwd met Caridad Cabahug en kreeg met haar vier dochters en drie zonen. Zijn zoon Alejandro Almendras jr. werd ook politicus en volgde zijn vader op als afgevaardigde van Davao del Sur.